# Каркано, Паоло
Паоло Каркано (Paolo Carcano; 1843—1918) — итальянский политический деятель.
Участвовал в гарибальдийской «тысяче» и следующих походах Гарибальди; был ранен при Ментан (1867). С 1881 (с перерывами) депутат, сначала член радикальной партии; в 1898 занял пост министра финансов в реакционном кабинете Луиджи Пеллу (1898—1899); в 1900—1901 министр земледелия в кабинете Саракко, в 1901—1904 министр финансов в радикальном кабинете  Джузеппе Дзанарделли.